# Thranduil
Thranduil király kitalált szereplő J. R. R. Tolkien A Gyűrűk Ura című trilógiájában és főleg A hobbitban, ott Tündekirály néven. A sinda néphez tartozó tünde, Oropher fia, Zöldlombfi Legolas apja, Bakacsinerdő királya.

## Története
A másodkor elején Lindonban élt. 1000 körül birodalmat alapított a Nagy Zölderdőben (amit később Bakacsin erdő néven emlegettek). Itt sokat háborúzott az orkokkal, törpökkel és az óriáspókokkal.
A Harmadkor 2941-ben Thorint és társait fogságba ejtette, majd részt vett az Öt Sereg csatájában, ahol egy nagy fehér szarvason lovagolva vezette tündeseregét.
A Gyűrűháborúban visszaverte a Dol Guldurból érkező támadásokat. A csata végén országa határait délre is kiterjeszthette.

## Adaptációkban
Az 1977-es rajzfilmben Otto Preminger adta hangját. Peter Jackson Hobbitjában Lee Pace alakítja.